# 28A busz (Pécs)
A pécsi 28A jelzésű autóbusz Lámpásvölgy és Uránváros között közlekedik.

## Története
2016. június 16-ától közlekedik a 28-as busz kiegészítésének céljából.
2016. szeptember 1-jétől a Benczúr Gyula utca helyett a II-es rakodótól indulnak a reggeli járatok.

## Útvonala
| Lámpásvölgy → Árkád → Uránváros |
| --- |
| Lámpásvölgy – Lámpásvölgyi út – Bittner Alajos út – Hársfa út – Ady Endre utca – Alsóhavi utca – Lánc utca – Zsolnay Vilmos utca – Rákóczi út – Rákóczi út – Hungária utca – Szigeti út – Páfrány utca – Uránváros |

## Megállóhelyei
| 28A (Lámpásvölgy → Árkád → Uránváros) |                                      | |               |
| Perc (↓)                              | Megállóhely                          | Megállóhelyet érintő járatok | Létesítmények |
| 0                                     | Lámpásvölgy végállomás               | 28, 28A, 28Y, 38, 38Y |               |
| 1                                     | Alsógyükés                           | 28, 28A, 28Y, 38, 38Y |               |
| 3                                     | Feketehegy                           | 28, 28A, 28Y, 38, 38Y |               |
| 4                                     | Borbálatelep                         | 28, 28A, 28Y, 38, 38Y |               |
| 5                                     | Kató-lak                             | 28, 28A, 28Y, 38, 38Y |               |
| 6                                     | Hársfa út                            | 26, 27, 27Y, 28, 28A, 28Y, 38, 38Y, 40, 140 |               |
| 8                                     | Jánoskút                             | 28, 28A, 28Y, 38, 38Y, 140 |               |
| 9                                     | Bártfa utca                          | 28, 28A, 28Y, 38, 38Y, 140 |               |
| 10                                    | Hajnal utca                          | 28, 28A, 28Y, 38, 38Y, 140 |               |
| 11                                    | Sándor utca                          | 28, 28A, 28Y, 29, 38, 38Y, 39, 140 |               |
| 13                                    | Ágoston tér                          | 28, 28A, 28Y, 29, 30Y, 33, 38, 38Y, 39, 44, 140 |               |
| 14                                    | Búza tér                             | 25, 26, 27, 27Y, 28, 28A, 28Y, 29, 30Y, 33, 38, 38Y, 39, 40, 44, 121, 140 |               |
| 16                                    | Árkád                                | 2, 2A, 2E, 3, 3E, 4, 4Y, 6, 6E, 7, 7Y, 8, 13, 13E, 13Y, 14, 14Y, 15, 15A, 22, 23, 23Y, 24, 25, 26, 26A, 27, 27Y, 28, 28A, 28Y, 29, 30, 33, 38, 38Y, 39, 40, 60, 60Y, 73, 73Y, 102, 102Y, 103, 104, 104A, 104E, 104Y, 107E, 109E, 130, 130A, 140 |               |
| 18                                    | Zsolnay-szobor                       | 2, 2A, 2E, 3, 3E, 6, 6E, 7, 7Y, 8, 13Y, 14, 14Y, 22, 23, 23Y, 24, 25, 26, 26A, 27, 27Y, 28, 28A, 28Y, 29, 30, 31, 32, 32Y, 34, 34Y, 35, 35Y, 36, 37, 38, 38Y, 39, 40, 44, 46, 47, 73, 73Y, 102, 102Y, 103, 107E, 109E, 130, 140                 |               |
| 20                                    | Kórház tér                           | 2, 2A, 2E, 25, 26, 26A, 27, 27Y, 28, 28A, 28Y, 29, 30, 31, 32, 32Y, 34, 34Y, 35, 35Y, 36, 37, 44, 46, 47, 102, 102Y, 103, 107E, 109E, 130 |               |
| 22                                    | Petőfi utca                          | 2, 2A, 2E, 25, 26, 26A, 27, 27Y, 28, 28A, 28Y, 29, 37, 46, 47, 55, 102, 102Y, 107E, 109E |               |
| 23                                    | KEDPLASMA plazma központ             | 2, 2A, 2E, 25, 26, 26A, 27, 27Y, 28, 28A, 28Y, 55, 102, 102Y, 107E |               |
| 24                                    | Egyetemváros                         | 2, 2A, 2E, 25, 26, 26A, 27, 27Y, 28, 28A, 28Y, 29, 55, 102, 102Y, 107E |               |
| 25                                    | Gyümölcs utca                        | 25, 26, 26A, 27, 27Y, 28, 28A, 28Y, 29 |               |
| 26                                    | Szigeti út, Szántó Kovács János utca | 25, 26, 27, 27Y, 28, 28A, 28Y, 29, 107E |               |
| 28                                    | Uránváros végállomás                 | 1, 2, 2A, 2E, 4, 4Y, 21, 21A, 22, 23, 23Y, 24, 25, 25A, 26, 26A, 27, 27Y, 28, 28A, 28Y, 29, 102, 102Y, 104, 104A, 104E, 104Y, 107E, 121 · Helyközi autóbuszok                                                                                   |               |